# Skärmtak

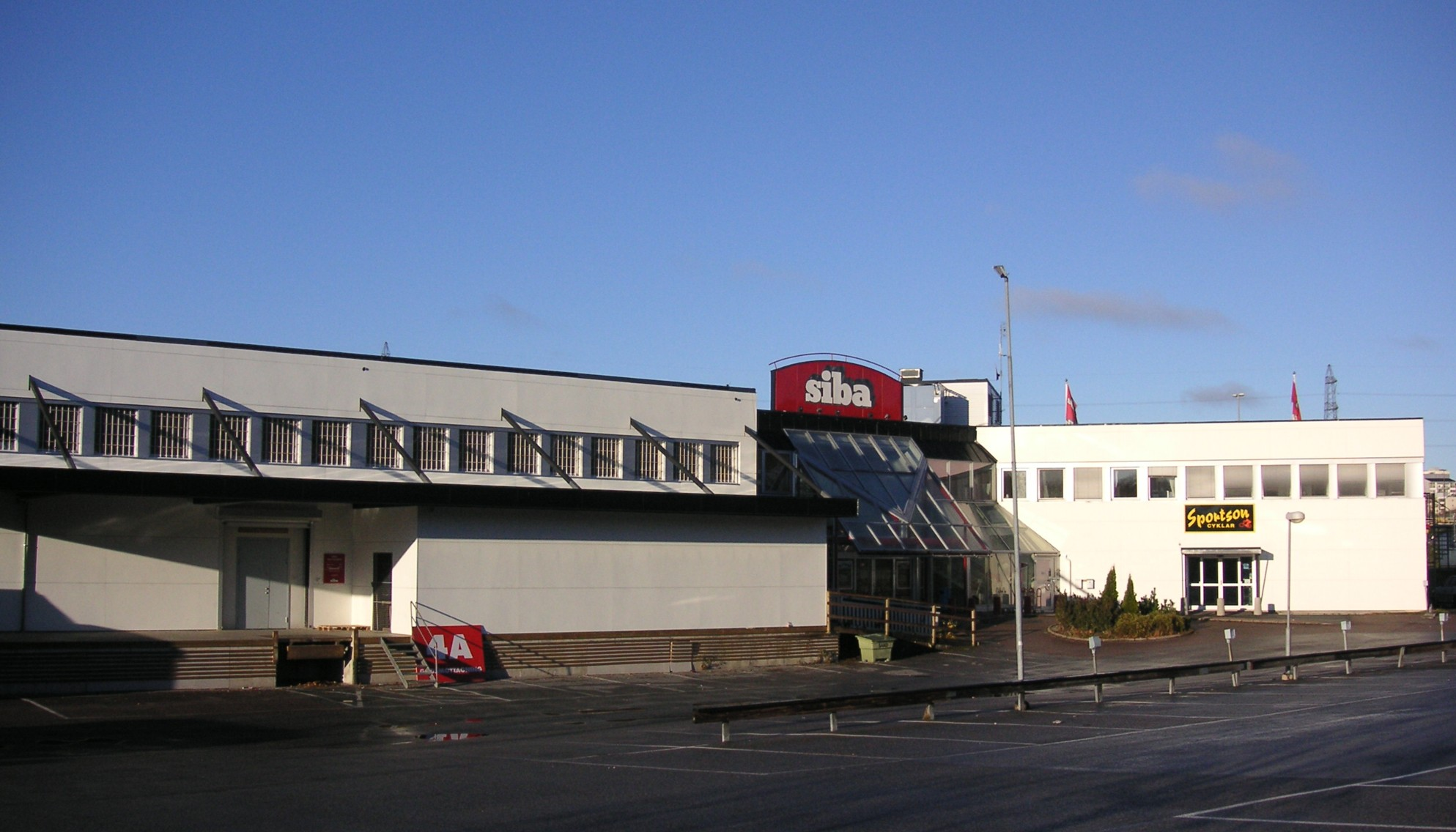
Skärmtak på en industribyggnad, över lastkajen av plåt, över entrén av glas. För så stora skärmtak krävs bygglov.

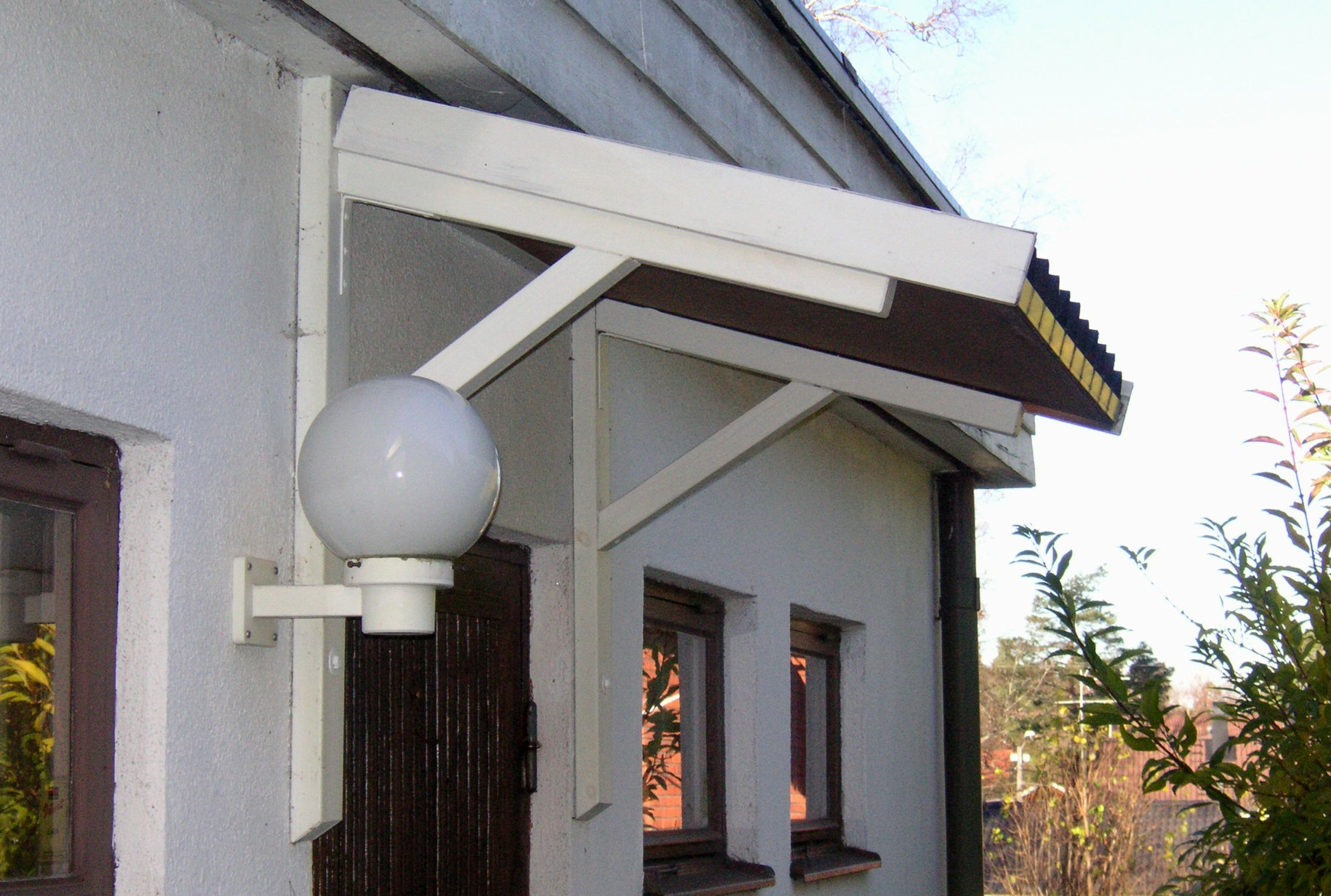
Ett mindre skärmtak över en förrådsdörr, får ibland byggas utan bygglov.

Ett skärmtak är ett fritt tak över en dörr, en entré, en lastkaj, ett järnvägsspår, en perrong eller liknande.

## Allmänt
Skärmtaket har till uppgift att skydda platsen under taket från regn eller snö. Ett skärmtak kan utformas på många olika sätt till exempel som ett sadeltak, ett pulpettak, ett plantak eller ett välvt tak. På industrianläggningar används ofta stora, långt utkragande skärmtak med stor höjd över marken, så att lastbilar kan köra in under taket.

## Bygglov
I Sverige gäller att inom detaljplanelagt område krävs det normalt bygglov för alla skärmtak över 15 kvm, eftersom det antingen räknas som nybyggnad eller som tillbyggnad.